# Păuliș, Hunedoara

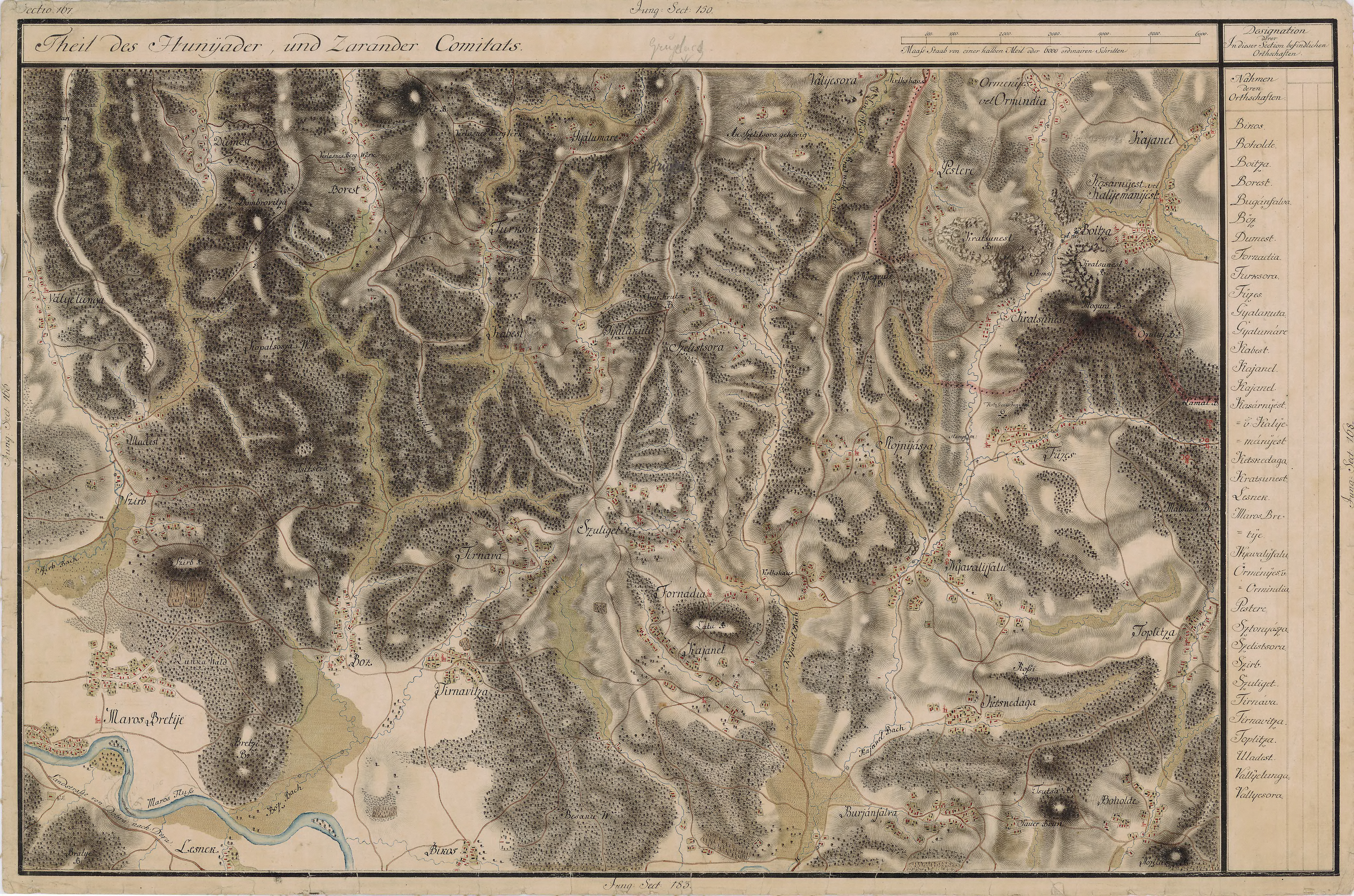
Păuliș în Harta Iosefină a Transilvaniei, 1769-1773

Păuliș maghiară Burjánfalva este un sat în comuna Șoimuș din județul Hunedoara, Transilvania, România.